# 拉沙佩勒迪卢
拉沙佩勒迪卢（法語：La Chapelle-du-Lou，法語發音：[la ʃapɛl dy lu]）是法国伊勒-维莱讷省的一个旧市镇，位于该省西部，属于雷恩区。2016年1月1日，拉沙佩勒迪卢和相邻的滨湖勒卢合并为新市镇滨湖拉沙佩勒迪卢（La Chapelle du Lou du Lac），并成为政府驻地。

## 地理
拉沙佩勒迪卢（48°12'46"N, 1°59'32"W）面积7.28 平方千米，位于法国布列塔尼大區伊勒-维莱讷省，该省份为法国西北部沿海省份，位于布列塔尼半岛东部，北濒大西洋，西接阿摩尔滨海省和莫尔比昂省，南至大西洋卢瓦尔省，西南端接曼恩-卢瓦尔省，东临马耶讷省，东北与芒什省接壤。
与拉沙佩勒迪卢接壤的市镇（或旧市镇、城区）包括：贝代、伊罗杜埃、朗迪让、滨湖勒卢、布列塔尼地区蒙托邦。

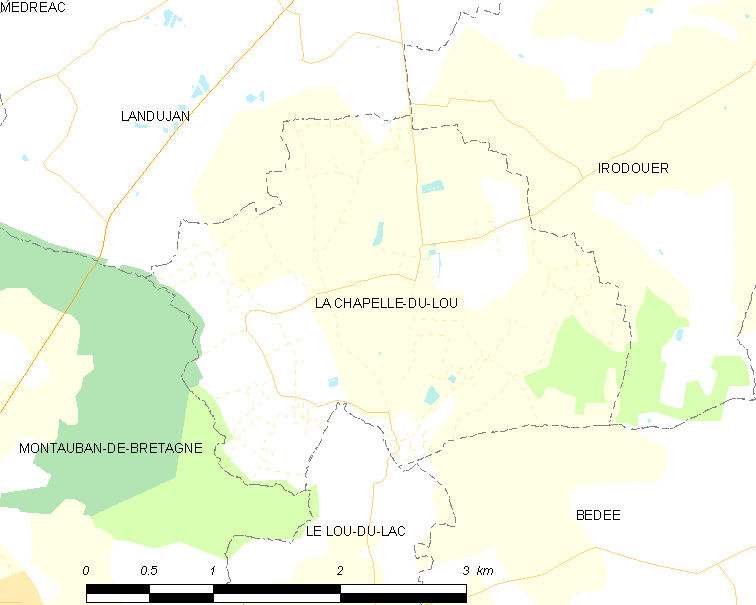
拉沙佩勒迪卢的OSM定位图

拉沙佩勒迪卢的时区为UTC+01:00、UTC+02:00（夏令时）。

## 行政
拉沙佩勒迪卢的邮政编码为35360，INSEE市镇编码为35060。

## 政治
拉沙佩勒迪卢所属的省级选区为布列塔尼地区蒙托邦县。

## 人口

1962-2008年间拉沙佩勒迪卢人口变化图示

拉沙佩勒迪卢于2018年1月1日时的人口数量为908人。